# Convent de Santa Clara de Puigcerdà
El convent de Santa Clara de Puigcerdà és un dels convents de Puigcerdà del qual no queden restes. Fou fundat el 1351 per Pere el Cerimoniós. El 1363, amb una butlla d'Urbà V, va obtenir els privilegis de l'Orde de Santa Clara. El 1550, però, ja era extingida. Per refundar-lo, l'any 1627 s'hi traslladaren tres monges des de Barcelona.
L'any 1793, durant la guerra amb França, les monges abandonaren el convent i es refugiaren a Barcelona. De l'obituari del convent de Santa Isabel de Barcelona en podem extreure el nom de dues: Maria Anna Puig, morta el 1795, i Gertrudis Pera de Tort, morta el 1812.
L'any 1840 encara eren visibles les ruïnes, ubicat a l'actual plaça de l'ajuntament. En Joan Trigall el descrivia així el 1603: 
| «                                         | Tiene un sitio apartado del poblado, aunque dentro de los muros a la parte de poniente, junto a una buena fuente que por ella se llama de las monjas. Este monasterio por su antigüedad se caía, por lo que la villa lo ha derribado todo y casi ya vuelto a edificarlo de nuevo desde sus fundamentos (...), han de hacer aún los claustros y muchas otras cosas... | » |
| — Joan Trigall, Cerdaña y Puigcerdá, 1603 | |   |